# Родзянко, Владимир Михайлович (1820)
Влади́мир Миха́йлович Родзя́нко (1 апреля 1820 — 31 января 1893) — генерал-лейтенант, помощник начальника штаба Корпуса жандармов Российской империи с 1868 по 1871 год.

## Биография
Сын генерал-майора Михаила Петровича Родзянко (1788—1828) и фрейлины Екатерины Владимировны Квашниной-Самариной (1793—1877), начальницы Екатерининского института. Внук Петра Еремеевича Родзянко.
Окончил Пажеский корпус в 1839 году, и был произведён из камер-пажей в корнеты Кавалергардского полка. Служа здесь, он в 1846—1847 годах исполнял должность полкового адъютанта, с 1851 по 1856 год командовал эскадронами, в 1856 году был произведён в полковники, 15 февраля 1857 года вышел в отставку, но 4 мая 1862 года снова определён в тот же полк и назначен для особых поручений к шефу жандармов.
В 1866 году был произведен в генерал-майоры, в 1868 году определён помощником начальника штаба Корпуса жандармов, а в 1871 — назначен состоять при шефе жандармов по особым поручениям. В 1874 году он был избран почётным мировым судьей по Новомосковскому уезду. В 1879 году был произведен в генерал-лейтенанты. В 1880 году был назначен членом Попечительного совета заведений Общественного призрения в Петербурге и управляющим Петропавловской больницей, с отчислением от должности при шефе жандармов. Больницей Родзянко управлял до 1884 года, а 5 октября 1885 года вышел в отставку.
Умер 31 января 1893 года.

## Семья

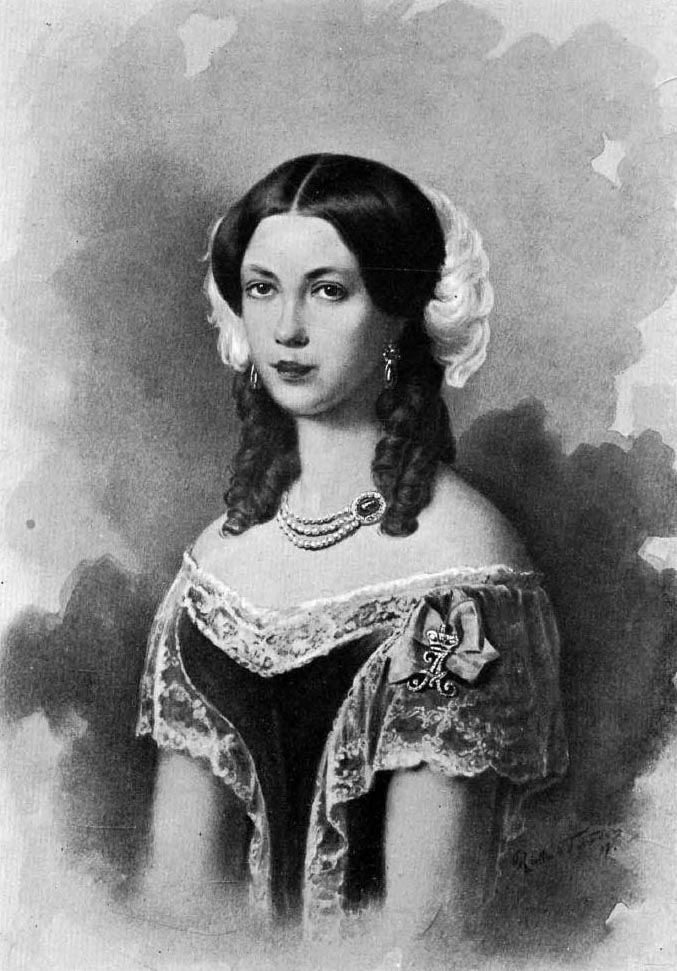
Мария Павловна с фрейлинским шифром

Первая жена (с 14 января 1852 года) — Мария Павловна Витовтова (13.11.1827—26.07.1859), старшая дочь генерал-адъютанта П. А. Витовтова; фрейлина при великой княжне Марии Михайловне, с 1846 года фрейлина императрицы Александры Фёдоровны. Венчались в Петербурге в церкви Новомихайловского дворца, поручителями по жениху были генерал-майор А. Р. Клот и барон А. И. Франк; по невесте — полковник М. М. Ефимович и Н. П. Сенельников. После замужества жила с мужем в его Малороссийском имении. Родив благополучно третьего сына, вскоре «от испуга» заболела и через несколько месяцев умерла. По словам А. А. Окуловой, была «безукоризненно достойная, добрая и ничем не заменимая женщина». Дети:
- Николай (1852—1918), наказной атаман Уральского казачьего войска, генерал от кавалерии.
- Павел (1854—1932), генерал-майор, шталмейстер Двора.
- Мария (01.07.1857—1939), фрейлина, с 8 апреля 1879 года[3] жена Андрея Васильевича Пантелеева (1852—1938).
- Михаил (09.02.1859—1924), председатель Государственной думы III и IV созывов, Председатель Временного комитета Государственной думы.

Вторая жена — Галина Александровна Брянчанинова (08.11.1845—около 1917), дочь Александра Петровича Брянчанинова (1798—1861), генерал-майора Корпуса жандармов.